# 葛飾区立細田小学校
葛飾区立細田小学校（かつしかくりつ ほそだしょうがっこう）は、東京都葛飾区細田3丁目にある公立小学校。

## 沿革
- 1974年（昭和49年）
  - 9月1日 - 開校。
  - 9月3日 - 開校式挙行し、祝賀会開催。
  - 12月10日 - PTA結成。
- 1975年（昭和50年）
  - 3月12日 - 校旗制定。
  - 9月12日 - 校歌制定。
- 1977年（昭和52年）4月15日 - プール竣工。
- 1978年（昭和53年）6月1日 - 学校農園開設。
- 1979年（昭和54年）
  - 9月1日 - 中庭整備完了。
  - 9月29日 - 開校5周年記念式典挙行。
  - 11月24日 - 第1回学校祭「細田子ども祭り」開催。
- 1982年（昭和57年）9月16日 - 米飯給食設備が完成し、米飯給食開始。
- 1984年（昭和59年）9月29日 - 開校10周年記念式典挙行。
- 1988年（昭和63年）8月31日 - 家庭科室・保健室床張り替え工事完了。
- 1990年（平成2年）3月31日 - 緑化工事完了。
- 1992年（平成4年）8月31日 - 管理室冷暖房化完了。
- 1993年（平成5年）
  - 9月12日 - 体育館（照明・床）改修工事完了。
  - 10月23日 - 開校20周年記念式典挙行。
- 1994年（平成6年）4月1日 - 機械警備開始。
- 1995年（平成7年）
  - 6月13日 - 国際理解教室（6ブロック）開設。
  - 7月12日 - 学校農園返却。
- 1996年（平成8年）
  - 1月28日 - 校地拡張決定。
  - 2月15日 - コンピュータルーム設置。
  - 3月21日 - 飼育小屋工事完成。
- 1998年（平成10年）11月10日 - 校庭拡張工事完了。
- 2001年（平成13年）
  - 4月1日 - 校帽制定。
  - 9月20日 - コンピュータ校内LAN及び新規パソコン設置。
- 2002年（平成14年）1月15日 - 読み聞かせボランティア開始。
- 2003年（平成15年）
  - 1月15日 - 学校ホームページ開設。
  - 9月30日 - 葛飾区立細田小学校同窓会創設。
  - 11月14日 - 開校30周年記念式典挙行。
- 2004年（平成16年）
  - 6月30日 - 図書室冷暖房機取付工事完了。
  - 10月5日 - 「わくチャレ細田っ子」開始。
- 2005年（平成17年）1月31日 - 冷暖房機取付工事完了。
- 2006年（平成18年）
  - 5月31日 - 学校農園借用。
  - 6月30日 - 中庭滝と川の流れ工事完了。
- 2007年（平成19年）
  - 6月 - 特別教室冷暖房機取付。
  - 9月 - 校舎耐震工事完了。
- 2008年（平成20年）
  - 4月 - 屋上にてサツマイモ水耕栽培開始。
  - 9月5日 - パソコン室コンピューター入れ替え。
  - 12月23日 - 地デジ対応テレビ導入。
- 2009年（平成21年）9月 - 中央トイレ改修工事完了。
- 2010年（平成22年）9月30日 - 東側トイレ改修工事完了。
- 2011年（平成23年）12月1日 - 「細田学童保育クラブ」開始。
- 2013年（平成25年）
  - 10月15日 - 外壁塗装工事完了。
  - 11月30日 - 開校40周年記念式典挙行。
- 2014年（平成26年）
  - 3月15日 - 夜間照明工事完了。
  - 8月31日 - 体育館床改修。
- 2015年（平成27年）3月 - 陶芸小屋改修。
- 2016年（平成28年）4月1日 - 特別支援教室「きらめき教室」開設。
- 2017年（平成29年）
  - 1月 - マンホールトイレ設置工事。
  - 9月 - 教員用タブレットPC設置。
- 2018年（平成30年）9月 - 児童用タブレットPC設置。

## 教育目標
1. よく考えてやりぬく子
2. みんなと仲よく助け合う子
3. 明るく健康な子

## 通学区域
出典
- 細田1丁目（1番～24番(全域)）
- 細田3丁目（1番～38番(全域)）
- 細田4丁目（1番～42番(全域)）
- 細田5丁目（1番～31番(全域)）

## 進学先中学校
出典
- 葛飾区立高砂中学校 - 細田3丁目（9番～22番・30番～38番）、細田4丁目（4番～20番・28番～39番）、細田5丁目（全域）から通う児童の主な進学先
- 葛飾区立奥戸中学校 - 上記高砂中学校の通学区域を除く地域から通う児童の主な進学先

## 学校周辺
- 葛飾区立細田町児童遊園 - 葛飾区道をはさんで、敷地が隣接。
- 細田神社
- 葛飾区立細田三丁目せせらぎ公園 - 葛飾区道をはさんで、敷地が隣接。
- JR東日本新金貨物線（総武本線貨物支線）
- 東覚寺
- 社会福祉法人かがやけ福祉会かがやけ共同作業所
- 警視庁葛飾警察署細田交番
- このほか、中小規模の工場やマンション・アパートなどの住宅も広がっている。

## 交通アクセス
- 京成タウンバス「小54」系統で、「稲荷神社」停留所下車後、徒歩約130m・約2分。
- 京成電鉄本線京成高砂駅から、
  - 上述の京成タウンバス「小54」に乗車し7分、「稲荷神社」停留所下車後、徒歩。
  - 徒歩で、約1.1km・約17分。
- JR東日本総武線（緩行線）小岩駅から、徒歩数分の「小岩駅北口」停留所まで移動し、上述の京成タウンバス「小54」に乗車し7分、「稲荷神社」停留所下車後、徒歩。